# Politik i Jiangxi

Jiangxis läge i Kina.

Den politiska makten i Jiangxi utövas officiellt av provinsen Jiangxis folkregering, som leds av den regionala folkkongressen och guvernören i provinsen. Dessutom finns det en regional politiskt rådgivande konferens, som motsvarar Kinesiska folkets politiskt rådgivande konferens och främst har ceremoniella funktioner. Provinsens guvernör sedan oktober 2021 är Ye Jianchun.
I praktiken utövar dock den regionala avdelningen av Kinas kommunistiska parti den avgörande makten i Jiangxi och partisekreteraren i regionen har högre rang i partihierarkin än guvernören. Sedan 2022 heter partisekreteraren Yin Hong.

## Lista över Jiangxis guvernörer
1. Shao Shiping (邵式平): 1949 – 1965
2. Fang Zhichun (方志纯): 1965 – 1967
3. Cheng Shiqing (程世清): 1968 – 1972
4. She Jide (佘积德): 1972 – 1974
5. Jiang Weiqing (江渭清): 1974 – 1979
6. Bai Dongcai (白栋材): 1979 – 1982
7. Zhao Zengyi (赵增益): 1982 – 1985
8. Ni Xiance (倪献策): 1985 – 1986
9. Wu Guanzheng (吴官正): 1986 – 1995
10. Shu Shengyou (舒圣佑): 1995 – 2001
11. Huang Zhiquan (黄智权): 2001 – 2007
12. Wu Xinxiong (吴新雄): januari 2007 – juni 2011
13. Lu Xinshe (鹿心社): juni 2011 - juli 2016
14. Liu Qi (刘奇): juli 2016 -
15. Yi Lianhong (易炼红): Augusti 2018 – oktober 2021
16. Ye Jianchun (叶建春):Oktober 2021 -

## Lista över Jiangxis partisekreterare
1. Chen Zhengren (陈正人): 1949–1952
2. Yang Shangkui (杨尚奎): 1952–1967
3. Cheng Shiqing (程世清): 1968–1972
4. Jiang Weiqing (江渭清): 1974–1982
5. Bai Dongcai (白栋材): 1982–1985
6. Wan Shaofen (万绍芬): 1985–1988
7. Mao Zhiyong (毛致用): 1988–1995
8. Wu Guanzheng (吴官正): 1995–1997
9. Shu Huiguo (舒惠国): 1997–2001
10. Meng Jianzhu (孟建柱): 2001–2007
11. Su Rong (苏荣): november 2007 – 2013
12. Qiang Wei (强卫): 2013–2016
13. Lu Xinshe (鹿心社): juni 2016–2018
14. Liu Qi (刘奇): 2018 – 2021
15. Yi Lianhong (易炼红): 2021 - 2022
16. Yin Hong (尹弘): 2022-